# Basilica di Sant'Agostino (Piacenza)
La chiesa di Sant' Agostino è un imponente edificio tardo-rinascimentale di culto cattolico del XVI secolo, l'unica chiesa di Piacenza composta da cinque navate, e faceva parte del convento dei Canonici Regolari Lateranensi.

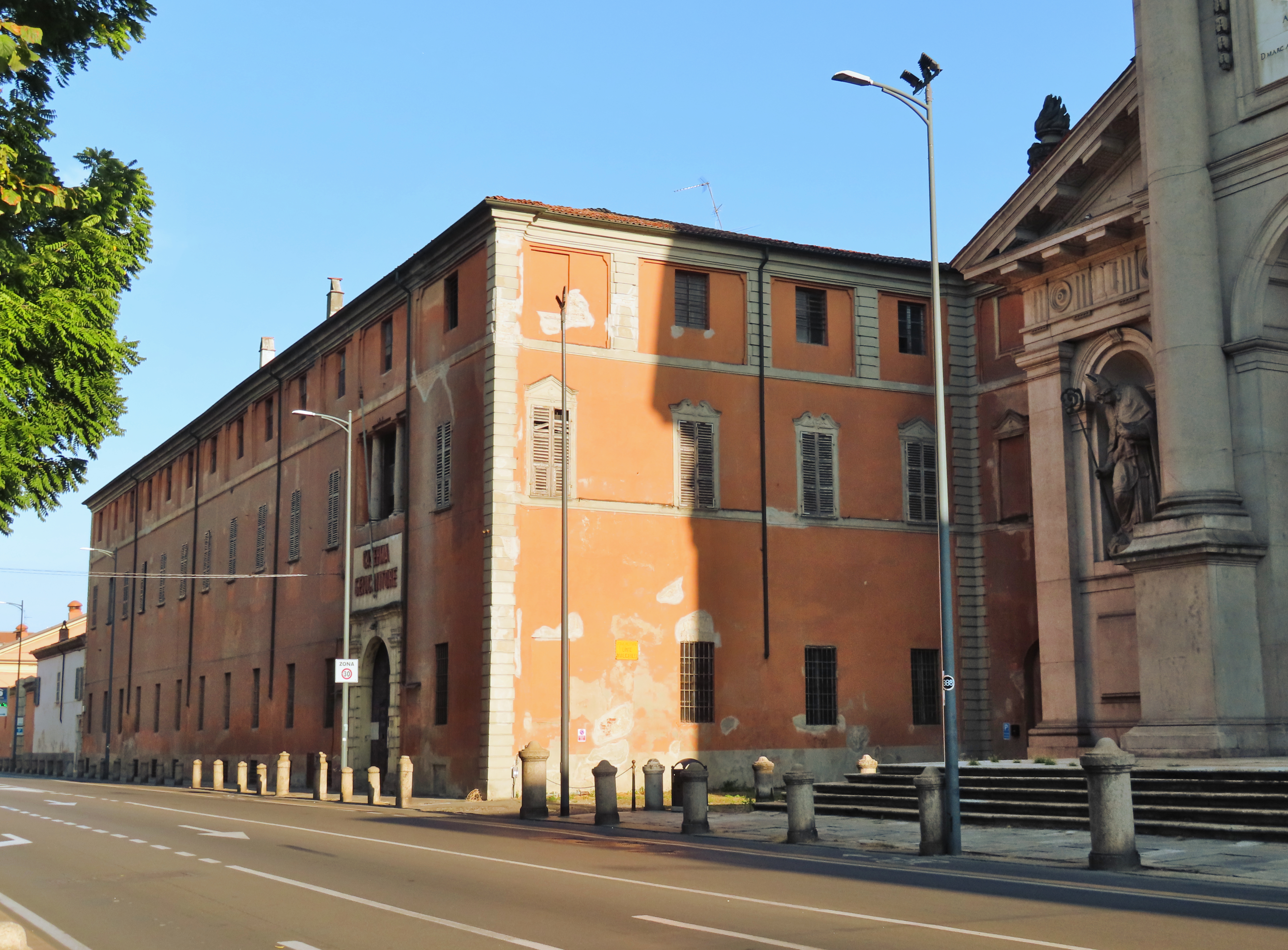
il monastero accanto alla chiesa

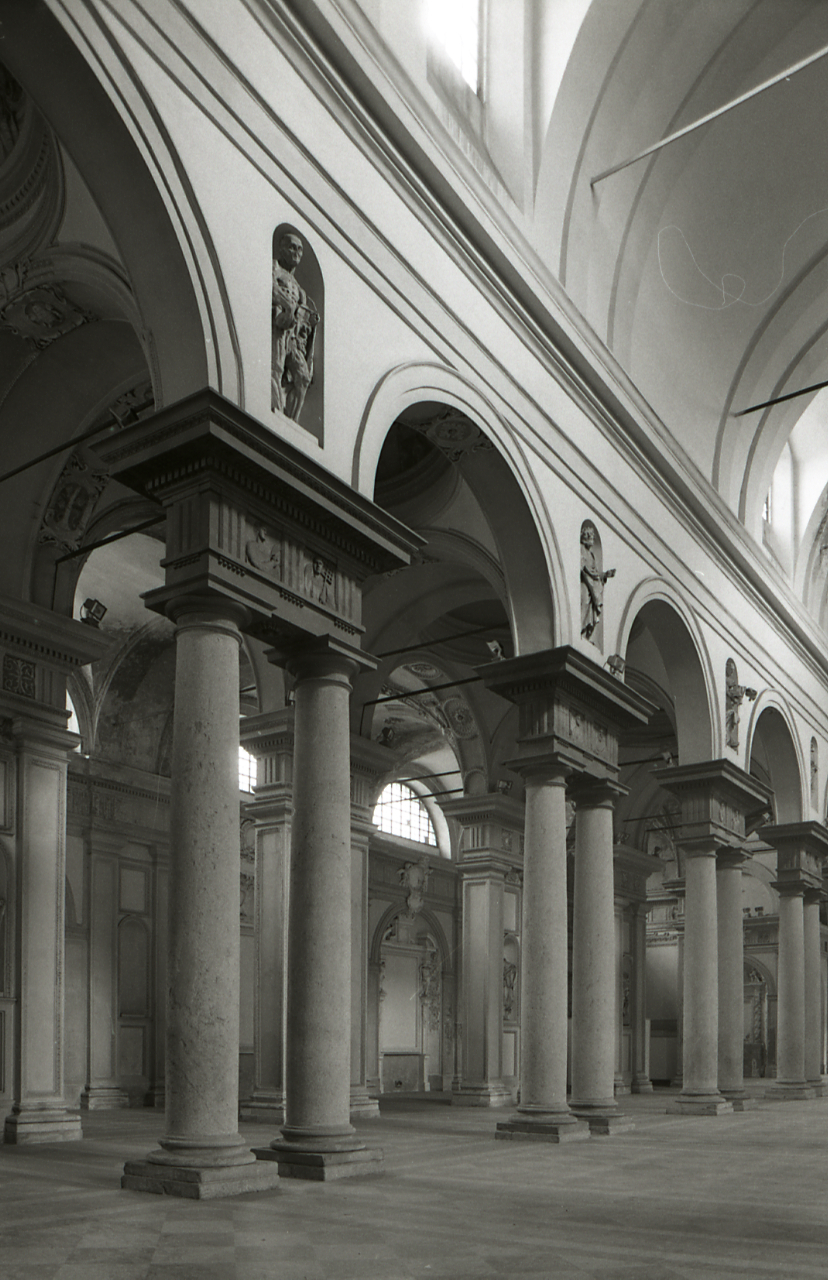
la navata centrale

## Storia
Edificata a partire dal 1569, su progetto di Bernardino Panizzari, detto il Caramosino. Il convento a cui era collegata fu costruito a partire del 1554 demolendo delle preesistenze. L'attribuzione del progetto non è certa e si fa il nome anche di  Galeazzo Alessi e Cristoforo Lombardo. La chiesa fu completata nel 1608, ma l'attuale facciata venne costruita solo tra 1786 e 1792 su progetto vincitore di un concorso, dell'architetto neoclassico Camillo Moriggia, forse sostituendo una facciata cinquecentesca.
Il complesso conventuale, con una scuola, una cappella musicale e una biblioteca, costituiva un importante polo culturale per Piacenza, alla pari con il collegio dei Gesuiti.
La chiesa e il convento lateranense furono soppressi nel 1798 e furono spogliati della maggior parte degli arredi durante l'occupazione napoleonica.  Si sono invece conservati, gli affreschi, le decorazioni in stucco seppur danneggiate e le statue (alcune decapitate dai soldati napoleonici) di Giulio Mazzoni. Alcuni arredi sono stati riutilizzati in altre chiese e una statua lignea di S. Agostino del XVIII è esposta al Museo Civico-
La chiesa divenne magazzino militare e il convento con i suoi chiostri, cortili e i vasti orti divenne ospedale militare e caserma, e tale è rimasta, almeno in parte, fino al XX secolo.
Il complesso subì danni in un bombardamento del 1945 che distrusse il refettorio e un affresco dell' Ultima Cena di Giovanni Paolo Lomazzo. La chiesa è oggi sconsacrata e chiusa al culto e appartiene al demanio dello Stato. Il convento è utilizzato in varie porzioni, tra cui una per l'Archivio di Stato.

## Descrizione

### Esterno
L'area scelta per il progetto della chiesa si sviluppa lungo l'asse viario chiamato "Stradone Farnese". La facciata su modello palladiano è riccamente ornata con altorilievi e statue eseguite da Giuseppe Sbravati tra il 1789 e il 1790. Presenta 4 colonne ioniche in granito e un frontone con fregio.   

### Interno
L'interno presenta una pianta a croce latina con cinque navate nel braccio principale e tre nel transetto. Le navate sono sostenute da colonne doriche binate in granito, giunte da Verona per via d'acqua, che formano una successione di serliane. Le navi laterali sono separate invece da pilastri.
La copertura della navata principale è volta a botte unghiata; al centro si trova una imponente cupola. Eleganti finestre serliane si trovano in controfacciata, in zona presbiteriale e nelle braccia del transetto, contribuendo all'illuminazione dello spazio interno.